# Juraj Holčík
Juraj Holčík (* 14. Dezember 1903 in Preßburg, Österreich-Ungarn; † 25. November 1984 in Bratislava, Tschechoslowakei) war ein evangelisch-lutherischer Theologe und Pfarrer der Slowakischen Evangelischen Kirche (ECAV).

## Leben
Juraj Holčík wurde als Sohn des Metzgermeisters Ján Holčík und dessen Ehefrau Vilma geb. Majtánová in Preßburg, ab 1919 Bratislava, geboren. Nach dem Besuch des Preßburger Evangelischen Lyzeums studierte er in den Jahren 1922 bis 1926 Theologie an der Preßburger Akademie und anschließend an der Theologischen Fakultät der Universität in Erlangen.
Nach der Ordination zum Pfarrer wirkte er zuerst als Kaplan (Hilfsprediger) in Altsohl. Seine erste Pfarrstelle erhielt er in Neuhäusel, danach wirkte er in Tyrnau und zwischen 1937 und 1947 als Gemeindepfarrer in Neusohl. Hier erlebte er auch die Zeit des Zweiten Weltkrieges. Aus seiner zutiefst menschlichen und humanistischen Grundeinstellung lehnte er den Nationalsozialismus grundlegend ab. Als Pfarrer versuchte er, das Los der in jener Zeit verfolgten Juden zu lindern. Im Keller seines Pfarrhauses versteckte er ab 1944 bis zum Ende des Krieges eine ganze jüdische Familie, die er dadurch vor der Verfolgung und Deportation rettete. Danach wanderte diese Familie nach Israel aus.
Um Leben jüdischer Mitbürger zu retten, begann Pfarrer Holčík bereits im Jahre 1939, diese zu taufen, um so die Ausstellung eines Ariernachweises für die Verfolgten zu ermöglichen. Gemäß Statistiken taufte Pfarrer Holčík in dieser Zeit 111 Juden, denen er dadurch eine Deportation in die Vernichtungslager ersparte. Für diese Haltung wurde Pfarrer Holčík posthum die höchste Auszeichnung des Staates Israel für Menschen nichtjüdischer Herkunft Gerechter unter den Völkern erteilt. Die Auszeichnung nahm im Jahre 2018 im historischen Gebäude des Parlaments von Bratislava stellvertretend sein jüngerer Sohn Dr. Ján Holčík in Anwesenheit des damaligen slowakischen Staatspräsidenten Andrej Kíška von Vertretern des Staates Israel entgegen.
In seiner Dankesrede sagte Ján Holčík: "Ich war damals ein kleiner Junge und habe das Geschehen um mich herum intensiv erlebt. Ich habe die erschrockenen Menschen gesehen, die zu uns kamen und um Hilfe baten. Mein Vater war ein großartiger Humanist und hat diese Menschlichkeit gezeigt. Genau das, was den Menschen heute fehlt - Zusammengehörigkeit."
Im Jahre 1947 wurde Holčík nach Bratislava versetzt, wo er bis zu seinem Tode wirkte. Hier betreute er seelsorgerisch nach dem Tode des letzten deutschen Pfarrers Wilhelm Rátz auch das kleine verwaiste Häuflein der noch in der Stadt lebenden evangelischen Deutschen. Da er ein Deutsch auf Muttersprachenniveau sprach, war er unter den Gemeindemitgliedern äußerst beliebt. Für diese Gemeinde hielt er regelmäßige Sonntags- und Feiertagsgottesdiente sowie wöchentlich Bibelstunden ab.
Juraj Holčík stellte sich immer an die Seite der Benachteiligten und Verfolgten. Auch sein seelsorgerisches Wirken diesmal unter der deutschen evangelischen Restgemeinde wurde von seinen Vorgesetzten oft mit Misstrauen verfolgt. Auch bei den Machthabern der damaligen Tschechoslowakei viel er in Ungnade. Seine Kontakte, vor allem ins westliche Ausland, wurden mit Argwohn verfolgt. Die mehrmals angestrebten Besuchsreisen in die Bundesrepublik Deutschland wurden immer wieder vereitelt, da ihm vom Staat keine Ausreisedokumente erteilt wurden.
Juraj Holčík starb am 25. November 1984 in Preßburg und wurde im Erbbegräbnis der Familie Holčík im Nachtigalltal-Friedhof (cintorín Slávičie údolie) in Bratislava bestattet.
Juraj Holčík war auch literarisch tätig. Im Jahre 1944 schrieb über das Leben Albert Schweitzers das Buch "Der Doktor aus Lambarene" und ein Theaterstück zum selben Thema. Er war Redakteur mehrerer christlicher Zeitschriften und Almanachs sowie Übersetzer hebräischer und griechischer Texte ins Slowakische.

### Familie
Juraj Holčík war verheiratet und hatte drei Kinder:
Die Söhne Juraj und Ján, sowie eine Tochter Elena.